# Carlos Roberto Massa
Carlos Roberto Massa, noto anche come Ratinho (Águas de Lindóia, 1º agosto 1956), è un conduttore televisivo, politico e dirigente d'azienda brasiliano.

## Biografia
Ratinho è nato tra San Paolo e Minas Gerais (come molti della sua famiglia di Minas Gerais, è stato registrato nelle città di San Paolo che confinano con MG), ad Águas de Lindóia, a nord-est di San Paolo. Ma fin dall'infanzia ha vissuto in città in Paraná come Jandaia do Sul (dove ha trascorso la sua infanzia e adolescenza) e Curitiba (dove si è trasferito da adulto e dove vive ancora la sua famiglia), mentre a San Paolo va solo per presentare il suo programma. Il soprannome di Ratinho è stato con lui fin dall'infanzia e sarebbe derivato dal fatto che era "scomparso" nelle partite di calcio di pianura e i giocatori hanno detto, incolpandolo della scomparsa: "era quel topolino", a causa della sua velocità e agilità. 
Negli anni 80 e 90 ha svolto attività politica: è stato Deputato federale per il Paraná, Vereador de Curitiba e Vereador di Jandaia do Sul. 
Ha iniziato la sua carriera televisiva nel 1991 presso Rede OM (ora CNT) come reporter di polizia, dopodiché è stato conduttore del programma Cadeia, ispirandosi a Luiz Carlos Alborghetti, dal quale ha adottato lo stile spontaneo e irriverente, nonché l'uso del manganello durante i programmi, cosa che ha suscitato molte critiche (Ratinho peraltro è dichiaratamente anticomunista e ha appoggiato Jair Bolsonaro). Ha creato il Grupo Massa, network televisivo di cui è tuttora presidente. Nel 2014 è stato scritturato per una piccola parte nel film A Grande Vitoria.

## Vita privata
È padre del politico Ratinho Junior.

## Vicende giudiziarie
- Nel 2024 è stato denunciato per istigazione all'odio nei confronti della comunità LGBT.[2]